# Piéton (Belgique)
Pour les articles homonymes, voir Piéton (homonymie).
Piéton (en wallon Pieton) est une section de la commune belge de Chapelle-lez-Herlaimont, située en Région wallonne dans la province de Hainaut.
C'était une commune à part entière, avant la fusion des communes de 1977.

## Toponymie
Formes anciennes : Trans fluuium Pinctun 866, Pintonem 1168, Pyethon 1257. Traduites, elles signifient « (Village) sur le cours d'eau Piéton ». De même, le ruisseau Piéton était appelé en langue latine « Piccto (ou Pinctun) fluvius » (rivière bariolée à la façon d'une peinture).

## Histoire
Au Moyen Âge, des ordres monastiques s'implantent à Piéton. L'on mentionne dès 1296 la Commanderie de l'ordre de Saint-Jean de Jérusalem. En 1363, frère Nicolle de Fretemoule est qualifié de commandeur des maisons de l'hospital de Saint-Jean de Jérusalem à Piéton. Du XIIe siècle au XIVe siècle, les Templiers s'installent également à Piéton, passage stratégique important pour l'époque, y étant présent le ruisseau Piéton qui traverse le village. Les Hospitaliers hériteront par la suite des possessions des Templiers
Á l'époque moderne, une activité industrielle s'y développe avec la fondation le 10 avril 1847 de la Compagnie du Charbonnage de Piéton.

## Évolution démographique
- Sources : INS, Rem. : 1831 jusqu'en 1970 = recensements, 1976 = nombre d'habitants au 31 décembre.

## Patrimoine et culture

### Patrimoine architectural
Parmi les édifices significatifs, l'on note :
- Église Saint-Jean-Baptiste : édifice classique édifié par l'architecte montois Nicolas de Brissy de 1778 à 1782.
- Ferme du Moulin : ancien moulin du XVIIIe siècle alimenté par le ruisseau Piéton et converti en ferme au XIXe siècle.
- Chapelle Saint-Jean-Baptiste : potale en pierre calcaire du début du XIXe siècle.

## Personnalité
- Ferdinand Noël (1852-1936) : avocat, bâtonnier du barreau de Charleroi et député à la Chambre des représentants.